# Winnaretta Singer
Winnaretta Singer, księżna de Polignac (ur. 8 stycznia 1865, zm. 26 listopada 1943) – urodzona w Ameryce dziedziczka fortuny Singer Corporation. Wspierała finansowo różnorakie cele, przede wszystkim salon muzyczny, w którym do jej podopiecznych należeli m.in. Debussy i Ravel, oraz wiele projektów związanych ze zdrowiem publicznym w Paryżu, gdzie spędziła większość swojego życia. Singer zawarła dwa związki małżeńskie, oba nieskonsumowane, i otwarcie cieszyła się wieloma głośnymi związkami z kobietami.

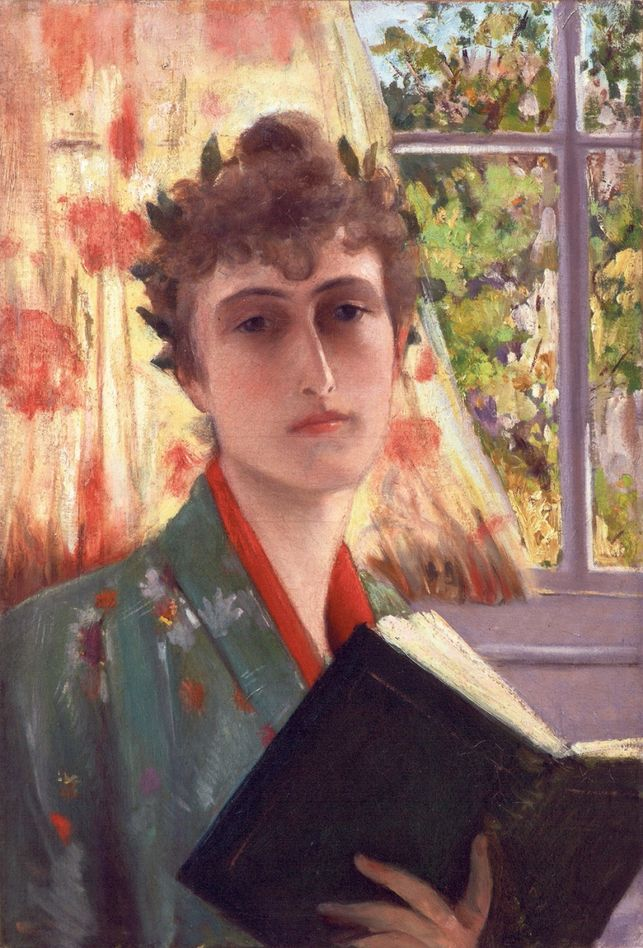
Autoportret Winnaretty Singer, c.1885

## Młodość i rodzina
Winnaretta Singer urodziła się jako dwudzieste z 24 dzieci Isaaca Singera. Była córką z jego drugiego małżeństwa, z paryżanką Isabellą Eugenie Boyer. Winnaretta urodziła się w Yonkers w stanie Nowy Jork. Po wojnie secesyjnej rodzina Singerów przeniosła się do Paryża, gdzie pozostali aż do wojny francusko-pruskiej. Później osiedlili się w Anglii, początkowo w Londynie, potem w Paignton w hrabstwie Devon, gdzie ojciec wybudował rezydencję Oldway, czyli 115-pokojowy pałac. 

### Krewni
Starszy brat Winnaretty, Adam Mortimer Singer, został angielskim ziemianinem. Jej młodsza siostra, Isabelle-Blanche (1869-1896) poślubiła francuskiego artystokratę Jeana, duc Decazes. Po śmierci Isabelli ich córkę, Daisy Fellowes, wychowywała Winnaretta, została ona znaną osobistością, redaktorem magazynów i tworzyła nowe trendy w modzie. Młodszy brat Winnaretty, Paris Singer, był jednym z architektów i inwestorów kurortu w Palm Beach na Florydzie; miał dziecko z Isadorą Duncan. Kolejny brat, Washington Singer, był ważnym darczyńcą University College w południowo-zachodniej Anglii, który później stał się University of Exeter; jeden z budynków uniwersytetu został nazwany jego imieniem. 

## Małżeństwa i związki
Po śmierci Isaaca Singera w 1875 roku, Winnaretta wraz z dziećmi przeprowadziła się z powrotem do Paryża. Mimo że w jej kręgach społecznych wiedziano, że jest lesbijką, w wieku 22 lat poślubiła księcia Louisa de Scey-Montbéliard. Małżeństwo zostało unieważnione przez kościół katolicki w 1892 roku, pięć lat po nocy poślubnej, w trakcie której podobno panna młoda wspięła się na szafę i groziła, że zabije pana młodego, jeśli tylko spróbuje się do niej zbliżyć. W 1893 roku, w wieku 29 lat, wstąpiła w równie czyste małżeństwo z 59-letnim księciem Edmondem de Polignac (1834-1901), kompozytorem amatorem, który był homoseksualistą. Mimo że było to tzw. białe małżeństwo (nieskonsumowane), a właściwie małżeństwo lawendowe (związek homoseksualnego mężczyzny i homoseksualnej kobiety), zbudowane było na głębokiej miłości, wzajemnym szacunku, zrozumieniu, artystycznej przyjaźni, wyrażającej się przede wszystkim w łączącej ich miłości do muzyki. 

### Związki homoseksualne
Winnaretta miała romanse z wieloma kobietami, nigdy nie próbowała ich kryć, nigdy też nie robiła dłuższych przerw między kolejnymi relacjami. Te romanse trwały w trakcie jej małżeństw i po ich zakończeniu, często spotykała się z innymi zamężnymi kobietami. Jeden ze znieważonych w ten sposób mężów, pewnego razu pojawił się przed wejściem do pałacu księżnej twierdząc, że "Jeśli choć w połowie jest takim mężczyzną, za jakiego ją ma, wyjdzie do niego i będzie z nim walczyć". 
Polignac miała romans z malarką Romaine Brooks, zaczął się w 1905 roku i definitywnie zakończył jej relacje z Olgą de Meyer, która była w tym czasie zamężna i której ojcem chrzestnym (a być może także biologicznym) był Edward VII. Głęboką miłością darzyła Winnarettę kompozytorka i dyrygentka Ethel Smyth. Na początku lat 20. łączyło ją coś z pianistką Renatą Borgatti. Od 1923 do 1933 roku jej kochanką była brytyjska arystokratka i pisarka Violet Trefusis, z którą tworzyła pełen miłości, ale często burzliwy związek. Między 1938 a 1943 rokiem łączono ją z Alvilde Chaplin, przyszłą żoną autora Jamesa Lees-Milnego; kobiety mieszkały razem w Londynie, gdy Winnaretta zmarła. 

## Patronka sztuk
W 1894 roku książę i księżna de Polignac stworzyli w Paryżu, w pokoju muzycznym swojej rezydencji na alei Henri-Martin (dzisiaj alei Georges-Mandel), salon. Salon de Polignac znany był jako przystań dla muzyki awangardowej. Tam miały miejsce pierwsze występy Emmanuela Chabriera, Vincenta d’Indy, Debussy'ego, Gabriela Faurégo i Maurice'a Ravela. Młody Ravel zadedykował swój utwór na pianinie, Pawanę na śmierć infantki, księżnej de Polignac. Wiele wyobrażeń Marcela Prousta o kulturze salonów powstało właśnie podczas jego wizyt na koncertach, które odbywały się w salonie de Polignac. 
Po śmierci męża Winnaretta Singer-Polignac wykorzystywała swoją fortunę na korzyść sztuki i nauki. Postanowiła uczcić jego pamięć, wspierając prace kilku młodych kompozytorów jej czasów, między innymi Renard Igora Strawinskiego, Socrate Erika Satiego (dzięki jej wstawiennictwu Satie nie musiał przebywać w więzieniu w trakcie komponowania tego utworu), Les Malheurs d'Orphée Dariusa Milhauda, Koncert na dwa fortepiany i orkiestrę i Koncert organowy Francisa Poulenca,  Le Diable boîteux i Sérénade pour douze instruments Jeana Françaixa, Drugą symfonię Kurta Weilla i Pierwszy koncert fortepianowy Germaine'a Tailleferre'a. Swoją premierę miało tam El retablo de maese Pedro Manuela de Falla, partię na klawesynie wykonała Wanda Landowska. 
Poza Proustem i Antoniem de La Gándara, salon księżnej de Polignac był często odwiedzany przez Isadorę Duncan, Jeana Cocteau, Claude'a Monet, Siergieja Diagilewa i Colette. Winnaretta była również opiekunką wielu innych, między innymi Nadii Boulanger, Clary Haskil, Dinu Lipatti, Artura Rubinsteina, Vladimira Horowitza, Armande de Polignac, Ethel Smyth, Le Corbusiera, Adeli Maddison, Ballets Russes, Opery Paryskiej i Paryskiej Orkiestry Symfonicznej. Poza tym, że we własnym salonie występowała jako pianistka i organistka, była też malarką a jej prace wystawiane były we francuskiej Akademii Sztuk Pięknych. Jedno z jej płócien zostało wystawione w galerii sztuki jako dzieło Maneta. 

## Działalność charytatywna
Winnaretta Singer-Polignac była również jednym z liderów rozwoju koncepcji mieszkań komunalnych w Paryżu. Stworzony przez nią w 1911 roku projekt miejsc zamieszkania dla osób pracujących i będących w trudnej sytuacji finansowej, na Rue de la Colonie w trzynastej dzielnicy, uznawany był za wzór dla przyszłych projektów. Singer wsparła finansowo architekta Le Corbusiera w przebudowie barki węglowej Louise-Catherine, zacumowanej na Sekwanie w Paryżu na schronisko dla bezdomnych w 1929 roku.
Singer ponownie wsparła finansowo Le Corbusiera w stworzeniu wielkiego, nowoczesnego schroniska i jadłodajni dla ubogich organizacji charytatywnej Armia Zbawienia w Paryżu w 1933 roku. W budynku wyposażonym w ogólnodostępny ogród na dachu znajduje się także prywatny apartament na ostatnim piętrze, należący do księżnej Singer-Polignac. 
Podczas I wojny światowej, razem z Marią Skłodowską-Curie, Singer-Polignac pomagała przerabiać prywatne limuzyny na mobilne jednostki radiologiczne, które miały pomóc w leczeniu rannych żołnierzy na froncie. 
W okresie międzywojennym Singer-Polignac pracowała z Consuelo Vanderbilt Balsan i wspierała budowę szpitala przewidzianego na 360 łóżek, który miał służyć zapewnieniu opieki medycznej klasie średniej, pracującej. Efektem tych starań jest szpital Foch, znajdujący się w Suresnes, na przedmieściach Paryża, we Francji. W szpitalu funkcjonuje także szkoła pielęgniarska, zajmuje on jedno z najwyższych miejsc w rankingach francuskich szpitali, szczególnie jeśli chodzi o przeszczepy nerek. Pozostaje wierny swoim korzeniom i nadal jest prywatna instytucją non-profit, służącą mieszkańcom Paryża. Zarządzany jest przez Fondation médicale Franco-américaine du Mont-Valérie, potocznie zwanym Fondation Foch.

## Fundacja Singer-Polignac
Po śmierci Winnaretty Singer-Polignac jej spuścizna w postaci koncepcji oświeconej wspaniałomyślności znalazła odbicie w działaniach Fondation Singer-Polignac. Celem powstałej w 1928 roku fundacji jest propagowanie, za pomocą darowizn i stypendiów, nauki, literatury, sztuki, kultury i francuskiej filantropii. Za sprawą fundacji w salonie de Polignac nadal odbywały się koncerty i recitale. Początkowo ich organizacją zajmowała się Nadia Boulanger, której programy zestawiały ze sobą wcześniejszą muzykę i nowoczesne kompozycje. Po śmierci Boulanger w 1979 roku, jej miejsce zajął kompozytor Jean Françaix.